# Apatania mongolica
Apatania mongolica är en nattsländeart som beskrevs av Martynov 1914. Apatania mongolica ingår i släktet Apatania och familjen Apataniidae. Inga underarter finns listade i Catalogue of Life.